# (9511) Klingsor
(9511) Klingsor ist ein Asteroid des mittleren Hauptgürtels, der am 16. Oktober 1977 von dem niederländischen Astronomenehepaar Cornelis Johannes van Houten und Ingrid van Houten-Groeneveld entdeckt wurde. Die Entdeckung geschah im Rahmen der 3. Trojaner-Durchmusterung, bei der von Tom Gehrels mit dem 120-cm-Oschin-Schmidt-Teleskop des Palomar-Observatoriums aufgenommene Feldplatten an der Universität Leiden durchmustert wurden, 17 Jahre nach Beginn des Palomar-Leiden-Surveys. Eine unbestätigte Sichtung des Asteroiden hatte es schon am 20. Dezember 1973 unter der provisorischen Bezeichnung 1973 YQ2 am Krim-Observatorium in Nautschnyj gegeben.
Der Asteroid gehört zur Gefion-Familie, einer Gruppe von Asteroiden des mittleren Hauptgürtels, die nach (1272) Gefion benannt wurde. Früher wurde die Gruppe auch als Ceres-Familie bezeichnet (nach (1) Ceres, Vincenzo Zappalà 1995) und Minerva-Familie (nach (93) Minerva, AstDyS-2-Datenbank). Die zeitlosen (nichtoskulierenden) Bahnelemente von (9511) Klingsor sind fast identisch mit denjenigen des kleineren, wenn man von der Absoluten Helligkeit von 15,3 gegenüber 13,1 ausgeht, Asteroiden (175204) 2005 FT5.
(9511) Klingsor wurde am 11. November 2000 nach dem Zauberer Klingsor aus Richard Wagners Oper Parsifal benannt.